# R. c. Crown Zellerbabach Canada Ltd
R. c. Crown Zellerbabach Canada Ltd  est un arrêt de principe de la Cour suprême du Canada en matière de partage des compétences et de droit de l'environnement. 
Un tribunal profondément divisé a confirmé la validité de la Loi sur l'immersion de déchets en mer, qui fait maintenant partie de la Loi canadienne sur la protection de l'environnement - concluant que toutes les questions liées à la pollution de l'océan relèvent de la compétence exclusive du gouvernement fédéral en raison de la clause paix, ordre et bon gouvernement de la Loi constitutionnelle de 1867.
L'opinion majoritaire a été rédigée par le juge Le Dain (avec le juge en chef Dickson et les juges McIntyre et Wilson) et reposait sur l'unicité, le caractère distinctif et l'indivisibilité de la préoccupation nationale visée par la Loi sur l'immersion de déchets mer. L'opinion minoritaire a été rédigée par le juge La Forest (rejoint par les juges Beetz et Lamer).